# Cymodoce brasiliensis
Cymodoce brasiliensis is een pissebed uit de familie Sphaeromatidae. De wetenschappelijke naam van de soort werd voor het eerst geldig gepubliceerd in 1906 door Harriet Richardson.